# Calhoun County (Georgia)
Das Calhoun County ist ein County im Bundesstaat Georgia der Vereinigten Staaten. Verwaltungssitz (County Seat) ist Morgan, das nach General Daniel Morgan, einer wichtigen Figur im Revolutionskrieg, benannt wurde.

## Geographie
Das County liegt im Südwesten von Georgia und ist im Westen etwa 40 km von Alabama und im Süden etwa 100 km von Florida entfernt. Es hat eine Fläche von 734 Quadratkilometern, wovon neun Quadratkilometer Wasseroberfläche sind und grenzt im Uhrzeigersinn an folgende Countys: Terrell County, Dougherty County, Baker County, Early County, Clay County und Randolph County.

## Geschichte
Calhoun County wurde am 20. Februar 1854 aus Teilen des Baker County und des Early County gebildet. Benannt wurde es nach John C. Calhoun, einem Senator von South Carolina und Vizepräsidenten der USA. Das County-Gerichtsgebäude brannte 1888 und 1920 jeweils bis auf die Grundmauern nieder.

## Demografische Daten
Laut der Volkszählung von 2010 verteilten sich die damaligen 6694 Einwohner auf 2002 bewohnte Haushalte, was einen Schnitt von 2,49 Personen pro Haushalt ergibt. Insgesamt bestehen 2409 Haushalte.
64,5 % der Haushalte waren Familienhaushalte (bestehend aus verheirateten Paaren mit oder ohne Nachkommen bzw. einem Elternteil mit Nachkomme) mit einer durchschnittlichen Größe von 3,20 Personen. In 32,7 % aller Haushalte lebten Kinder unter 18 Jahren sowie in 29,3 % aller Haushalte Personen mit mindestens 65 Jahren.
22,1 % der Bevölkerung waren jünger als 20 Jahre, 30,3 % waren 20 bis 39 Jahre alt, 30,3 % waren 40 bis 59 Jahre alt und 17,5 % waren mindestens 60 Jahre alt. Das mittlere Alter betrug 39 Jahre. 59,1 % der Bevölkerung waren männlich und 40,9 % weiblich.
34,7 % der Bevölkerung bezeichneten sich als Weiße, 61,3 % als Afroamerikaner, 0,1 % als Indianer und 0,4 % als Asian Americans. 2,4 % gaben die Angehörigkeit zu einer anderen Ethnie und 1,0 % zu mehreren Ethnien an. 3,9 % der Bevölkerung bestand aus Hispanics oder Latinos.
Das durchschnittliche Jahreseinkommen pro Haushalt lag bei 26.309 USD, dabei lebten 40,3 % der Bevölkerung unter der Armutsgrenze.

## Kultur und Sehenswürdigkeiten

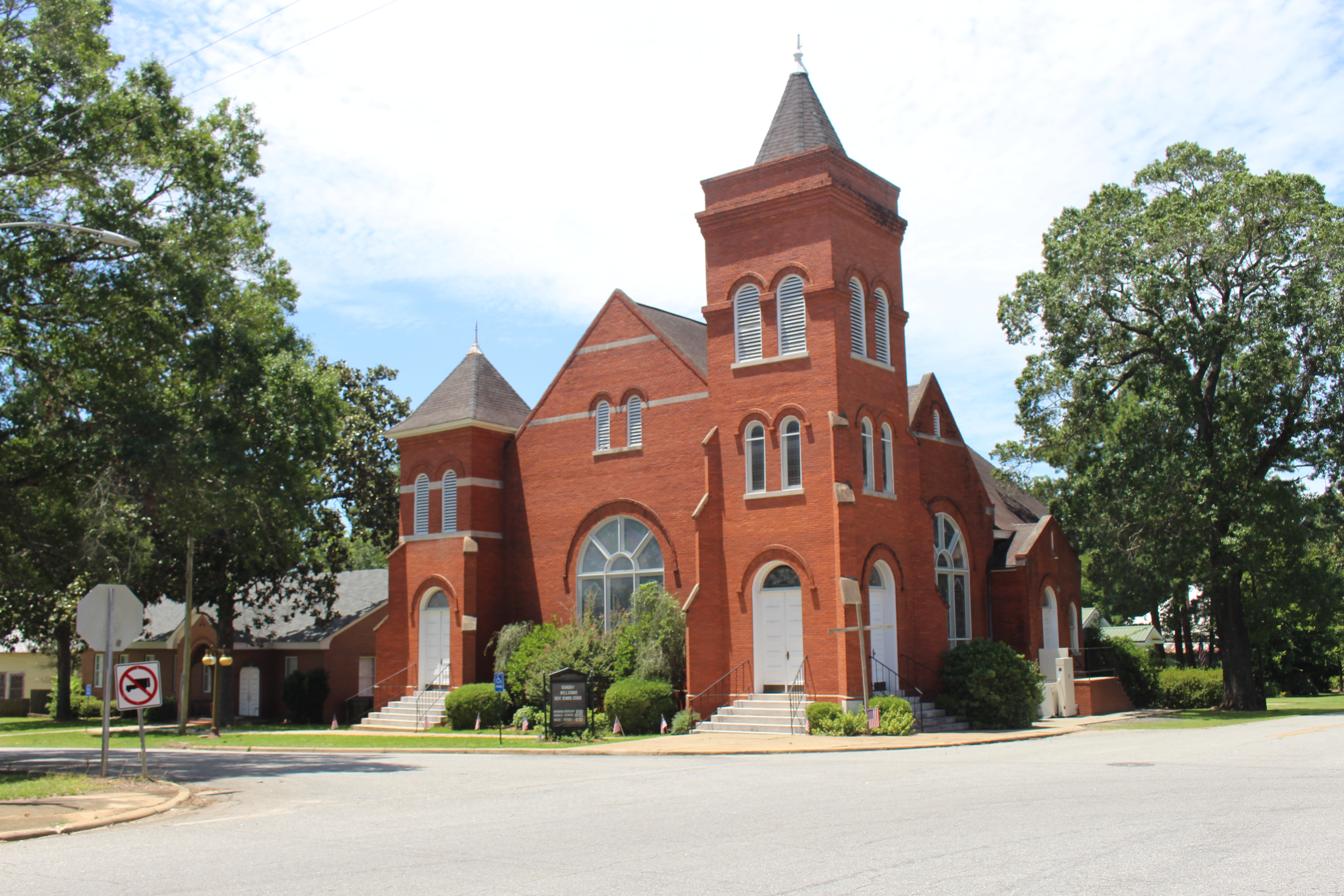
Arlington United Methodist Church (2017). Die 1873 gegründete methodistische Kirchengemeinde von Arlington erbaute 1908 das heutige Gotteshaus im Stile der Neuromanik. Im April 1990 wurde die Kirche unter der Bezeichnung Arlington Methodist Episcopal Church, South als erstes Objekt im County in das NRHP eingetragen.

Ein Bauwerk und ein historischer Bezirk (Historic District) im Calhoun County sind im National Register of Historic Places („Nationales Verzeichnis historischer Orte“; NRHP) eingetragen (Stand 27. Juli 2023), die Arlington United Methodist Church und der Edison Commercial Historic District.

## Orte im Calhoun County
Orte im Calhoun County mit Einwohnerzahlen der Volkszählung von 2010:
Cities:
- Arlington – 1.479 Einwohner
- Edison – 1.531 Einwohner
- Leary – 618 Einwohner
- Morgan (County Seat) – 1.861 Einwohner